# Andes migratorius
Andes migratorius är en insektsart som först beskrevs av William Lucas Distant 1907.  Andes migratorius ingår i släktet Andes och familjen kilstritar. Inga underarter finns listade i Catalogue of Life.